# Paspalum longiaristatum
Paspalum longiaristatum är en gräsart som beskrevs av Gerrit Davidse och Tarciso S. Filgueiras. Paspalum longiaristatum ingår i släktet tvillinghirser, och familjen gräs. Inga underarter finns listade i Catalogue of Life.